# وحدة العناية المركزة للأطفال حديثي الولادة
وحدة العناية المركزة لحديثي الولادة (بالإنجليزية: neonatal intensive care unit)‏ والمعروفة أيضًا باسم حاضنة العناية المركزة (بالإنجليزية: intensive care nursery)‏ هي وحدة عناية مركزة متخصصة في عناية الأطفال الحديثي الولادة أو المبتسرين. ويشير مصطلح حديثي الولادة إلى المدة الزمنية المتدة من وقت الولادة حتى أول 28 يومًا من الحياة. وتوجد عناية الأطفال حديثي الولادة (والمعروفة باسم الحاضنة المتخصصة أو العناية المكثفة) منذ الستينيات.
تم افتتاح أول وحدة عناية مكثفة أمريكية لحديثي الولادة في أكتوبر 1960 في مستشفى ييل-نيوهافن، وكانت من تصميم لويس غلوك.
عادة يتم تشغيل وحدة العناية المركزة لحديثي الولادة من قبل واحد أو أكثر من أخصائيي طب حديثي الولادة، بجانب هيئة من التمريض، والممرضين الممارسين، ووالصيادلة السريريين، ومساعدي الأطباء، والأطباء المقيمين، والمعالجين التنفسيين، وأخصائيي التغذية. بجانب العديد من التخصصات الإضافية في الوحدات الأكبر.

## التمريض والأطفال الحديثي الولادة
تمتلك مؤسسات الرعاية الصحية متطلبات متفاوتة لمستوى القبول للممرضات حديثي الولادة. فممرضات حديثي الولادة هن ممرضات مسجلات، وبالتالي يجب أن يكون لها درجة زمالة في علوم التمريض، أو بكالوريوس في علوم التمريض. وقد تتطلب بعض البلدان أو المؤسسات أيضًا تأهيلًا في القبالة. فيما تقبل بعض المؤسسات الممرضات المسجلات حديثي التخرج بعد اجتياز اختبار ترخيص المجلس الوطني؛ وقد تطلب بعض الهيئات الأخرى خبرة إضافية في العمل في مجال صحة البالغين أو التمريض الطبي/الجراحي.
تقدم بعض الدول درجات الدراسات العليا في تمريض حديثي الولادة، مثل ماجستير في علوم التمريض ودرجات الدكتوراه المختلفة. وقد يتطلب الأمر ممرضة ممارسة من أجل حمل درجة الدراسات العليا. توصي الرابطة الوطنية لممرضات حديثي الولادة بخبرة سنتين في العمل في وحدة العناية المركزة لحديثي الولادة قبل الحصول على الدراسات العليا.
كما هو الحال مع أي ممرضة مسجلة، يجوز لهيئات التراخيص أو جهات التصديق المحلية وكذلك أرباب العمل وضع متطلبات للتعليم المستمر.
لا توجد متطلبات إلزامية للالتحاق كممرضة مسجلة في وحدة العناية المركزة لحديثي الولادة، على الرغم من أن ممرضات حديثي الولادة يجب أن يكون لهن شهادة في القدرة على إجراء إنعاش حديثي الولادة. بعض الوحدات تفضل حديثي التخرج الذين ليس لديهم خبرة، بغرض أن يتم تدريبهم في تخصص معين على وجه الحصر، في حين تفضل وحدات أخرى ممرضات ذوات خبرة.
يخضع ممرضو العناية المكثفة لتوجيه تعليمي وسريري مكثف بالإضافة إلى معرفتهم التمريضية العامة، وذلك من أجل توفير عناية عالية التخصص لأصحاب المرض الحرج. وتشمل كفاءاتهم التعامل مع الأدوية عالية الخطورة، والتعامل مع المرضى الذين يحتاجون إلى دعم جهاز التنفس الصناعي، والعناية الجراحية، والإنعاش، والتدخلات المتقدمة مثل الأكسجة الغشائية خارج الجسم أو المعالجة بانخفاض حرارة الجسم للاعتلال الدماغي لحديثي الولادة، وكذلك التعامل مع حالات العناية المزمنة أو بالرضع المبتسرين مثل عدم تحمل الطعام أو العلاج بالضوء أو إعطاء المضادات الحيوية. تخضع الممرضات الممارسات في وحدات العناية المركزة لحديثي الولادة لاختبارات سنوية لتقييم المهارات، كما يخضعن لتدريب إضافي للحفاظ على الممارسة المعاصرة.

## التاريخ
لا تعتبر مشكلة الرضّع المبتسرين والمرضى وراثيا مشكلة جديدة، ففي وقت مبكر من القرنين السابع عشر والثامن عشر، كانت هناك أبحاث علمية منشورة حاولت مشاركة المعرفة حول التدخلات. ومع ذلك لم تبدأ المستشفيات في تجميع الأطفال حديثي الولادة في منطقة واحدة حتى عام 1922، والتي تُعرف الآن بوحدة العناية المركزة لحديثي الولادة.

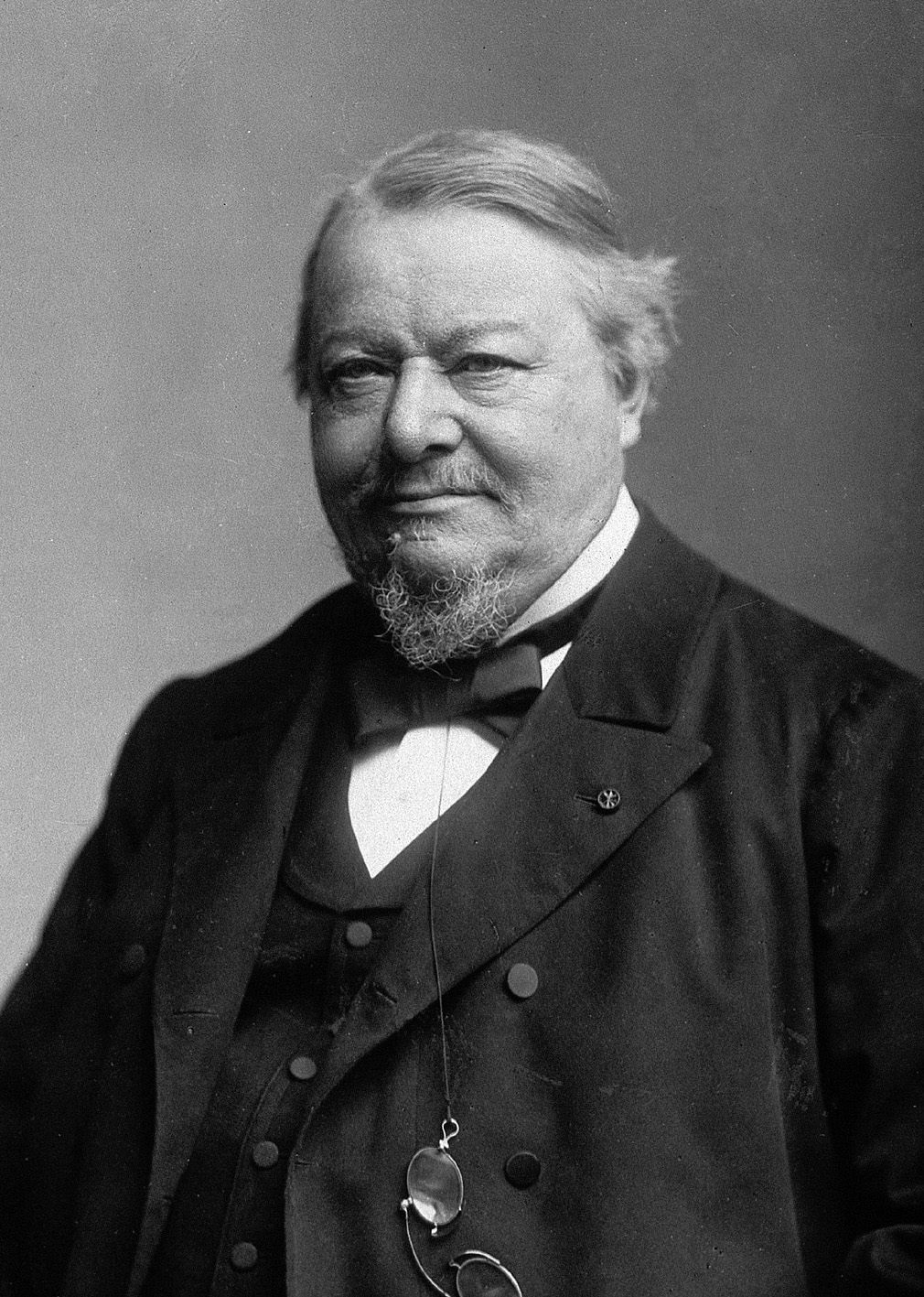
ستيفان تارنير

قبل الثورة الصناعية كان الأطفال المرضى والمبتسرين يولدون ويُعتني بهم في المنزل، حيث يعيشون أو يموتون دون تدخل طبي، إلى أن تم تطوير حاضنة الرضع لأول مرة في منتصف القرن التاسع عشر، اعتمادا على فكرة الحاضنات المستخدمة لبيض الدجاج. ويعتبر الدكتور ستيفان تارنير بشكل عام مؤسس الحاضنة، في محاولة منه لإبقاء الأطفال المبتسرين في قسم الولادة في باريس دافئًا، وتم استخدام طرق أخرى من قبل إلا أن هذا كان أول نموذج مغلق؛ بالإضافة إلى ذلك فقد ساعد على إقناع الأطباء الآخرين بأن العلاج قد ساعد الرضع المبتسرين. وأصبحت فرنسا رائدة في مجال مساعدة الأطفال المبتسرين، السبب الذي يرجع جزئيا إلى مخاوفها بشأن انخفاض معدل المواليد.
تابع الدكتور بيير بيدين السير على خطى ترنير بعد تقاعده، مشيراً إلى القيود المفروضة على الأطفال الرضع في الحاضنات وأهمية حليب الثدي وترابط الأم بالطفل. ومن المعروف أن بودين هو مؤسس طب الأم والجنين الحديث، كما أن عمله الأساسي الرضيع أصبح أول منشور رئيسي عن التعامل مع عناية حديثي الولادة.
هناك عامل آخر ساهم في تطوير علم حديثي الولادة الحديث ويرجع فضله للدكتور مارتن كوني وإدراجه الدائم للأطفال المبتسرين في الحاضنات في كوني آيلاند. وكشخصية أكثر إثارة للجدل، فقد درس تحت إشراف الدكتور بودن ولفت الانتباه إلى الأطفال المبتسرين ومحنتهم من خلال عرضه الجانبي للرضع في جزيرة كوني ومعرض العالم في نيويورك وشيكاغو في 1933 و 1939 على التوالي. كما تم عرض الرضع في حاضنات في 1897، و1898، و1901، و1904.

### السنوات المبكرة

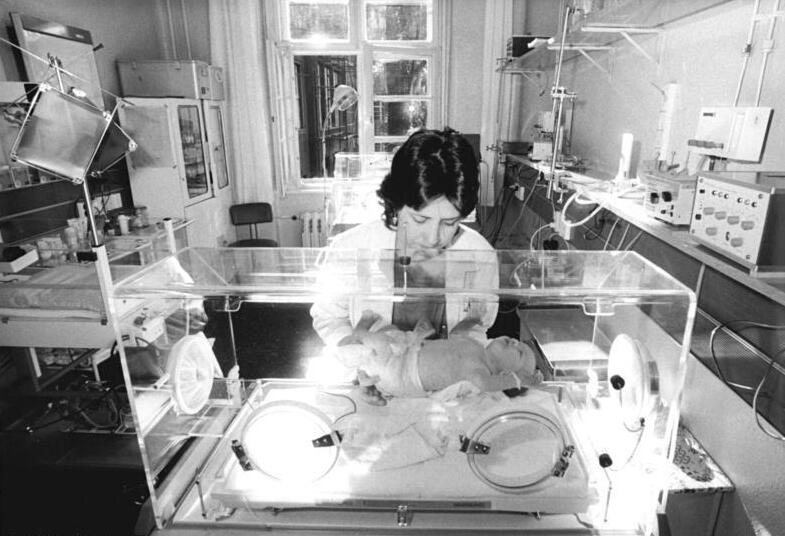

أخذ الأطباء دورًا متزايدًا في عمليات الولادة منذ القرن الثامن عشر فصاعدًا. ومع ذلك فإن عناية بحديثي الولادة، سواء المرضى منهم أو الأصحاء، ظلت إلى حد كبير بين أيدي الأمهات والقابلات. وتم إنشاء بعض حاضنات الأطفال، المشابهة لتلك المستخدمة لفراخ الكتاكيت، في أواخر القرن التاسع عشر، ثم وظهرت في الولايات المتحدة في المعارض التجارية، بشكل كامل مع أطفال بداخلها، وحتى عام 1931 نجح الدكتور أ. روبرت باور، طبيب بشري في مستشفى هنري فورد في ديترويت بولاية ميشيغان، في الجمع بين الأكسجين والحرارة والرطوبة وسهولة الوصول وسهولة الاستخدام. ولم يتم إنشاء وحدات عناية الأطفال الخاصة في العديد من المستشفيات إلا بعد الحرب العالمية الثانية، ففي بريطانيا افتتح البنك المركزي السويسري وحدات عناية الأطفال الخاصة في برمنغهام وبريستول، وكلفت الأخيرة مبلغ 100 جنيه استرليني فقط. وفي مستشفى ساوثميد في بريستول، تمّ التخفيف من حدة الاعتراض المبدئي من قبل أطباء التوليد بعد أن تم رعاية أربعة توائم بنجاح في الوحدة الجديدة عام 1948.
كانت الحاضنات باهظة الثمن، لذا تم تدفئة الغرفة بكاملها في المقابل. وكان يخشى كثيرا من العدوى انتشار العدوى بين الرضع. وشملت إجراءات التمريض الصارمة أن يرتدي الموظفون العباءات والأقنعة، والغسيل المستمر للأيدي، والتقليل للحد الأدنى من التعامل مع الأطفال. وفي بعض الأحيان كان يُسمح للآباء بالمشاهدة من نوافذ الوحدة. وتم تعلم الكثير حول التغذية (فقد بدا أن الرضاعة المتواترة بكمية صغيرة أفضل) والتنفس. وأُعطى الأكسجين بحرية حتى نهاية الخمسينات، عندما تبين أن التركيزات العالية التي وصلت داخل الحاضنات تسببت في إصابة بعض الأطفال بالعمى. وأصبحت أوضاع المراقبة في الحاضنة، والطفل نفسه مجال رئيسي للبحث.
مثّل عقد الستينيات فترة التقدم الطبي السريع، لا سيما في مجال الدعم التنفسي، والذي جعل من بقاء حديثي الولادة المبتسرين حقيقة واقعة في نهاية المطاف. نشر هربرت باري، الذي كان رائد الإنعاش الوليد في لندن، بحثًا أساسيًا حول هذا الموضوع في مجلة The Lancet عام 1963. وكان أحد المخاوف في هذا الوقت متمثل في أن استخدام ضغوطا عالية من الأكسجين يمكن أن يكون ضارًا لرئتين حديثي الولادة، وطور باري صمام أمان تحت الماء في دائرة الأكسجين، فقد كانت الأنابيب مصنوعة أصلاً من المطاط، ولكن كان من الممكن أن تسبب تهيجًا في القصبات الحساسة لحديثي الولادة: فحولها باري إلى البلاستيك. هذا الأنبوب الحنجري الجديد المعتمد على تصميم باري كان يعرف باسم «أنبوب سانت توماس».
امتلكت معظم الوحدات المبكرة عدد قليل من المعدات، حيث كانت توفر الأكسجين والدفء فقط، وكانت تعتمد على التمريض والمتابعة اللصيقة. وفي السنوات اللاحقة سمحت الأبحاث للتكنولوجيا بلعب دور أكبر في انخفاض معدل وفيات الرضع. لقد كان تطوير الفاعل بالسطح الرئوي، مما سهل من عملية أكسجة وتهوية الرئة التي لم يكتمل نضجها بعد، وأحد أهم التطورات في حديثي الولادة حتى الآن.[بحاجة لمصدر]

### زيادة التكنولوجيا

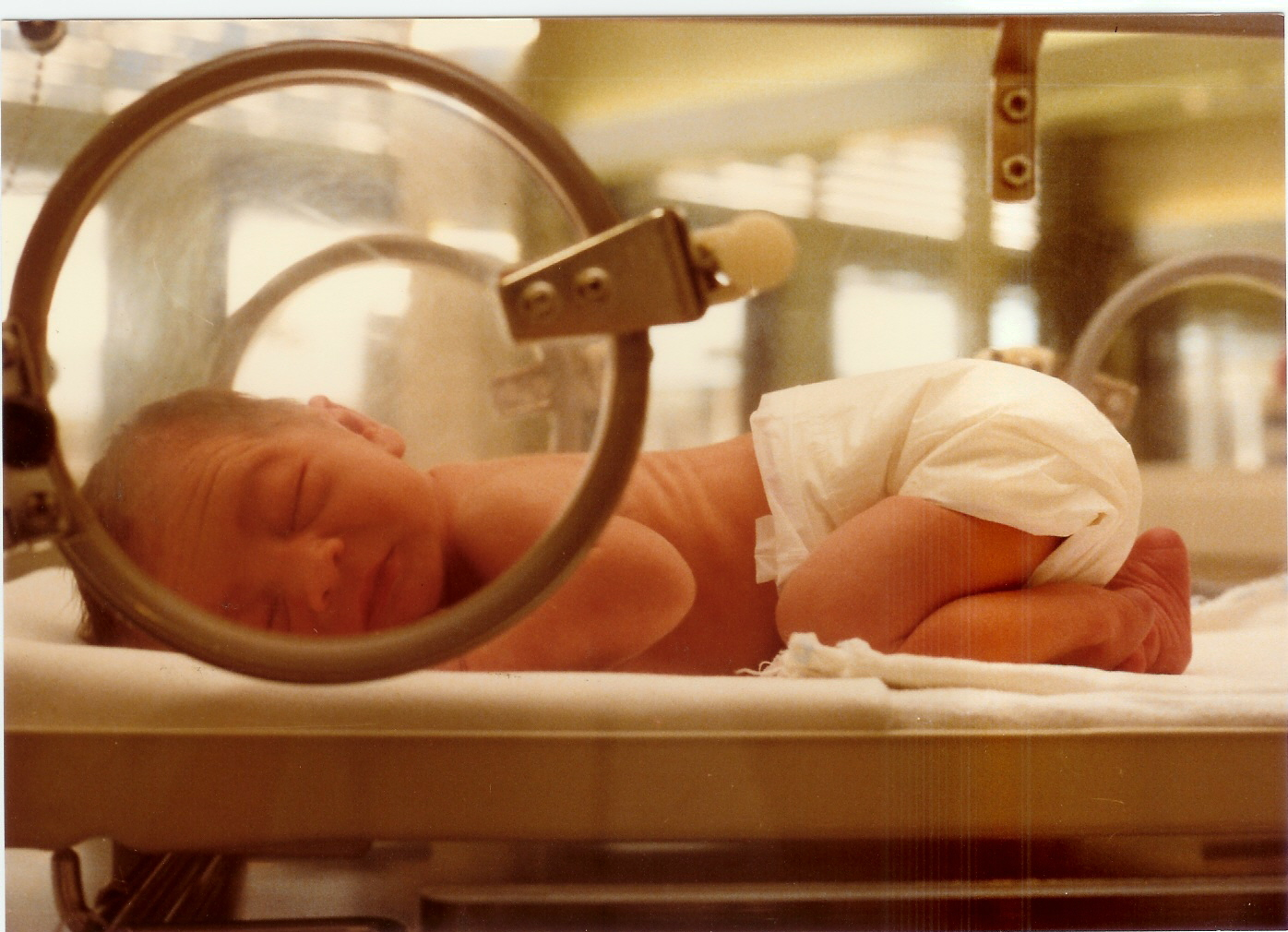
وحدة العناية المركزة لحديثي الولادة عام 1980

بحلول عقد 1970 كانت وحدات العناية المركزة لحديثي الولادة جزءا من مستشفيات العالم المتقدم. ففي بريطانيا أجرت بعض الوحدات المبكرة برامج مجتمعية، وأرسلت ممرضات متمرسات للمساعدة في عناية الأطفال المبتسرين في المنزل. لكن المراقبة التكنولوجية المتزايدة والعلاج يعني أن العناية الخاصة بالأطفال أصبحت مستندة إلى المستشفى. وبحلول الثمانينات من القرن الماضي جرت أكثر من 90% من حالات الولادة داخل المستشفى. وأصبح الاندفاع الطارئ بالطفل من المنزل إلى وحدة العناية المركزة خلال حاضن متحرك شيئًا من الماضي، على الرغم من أنه لا تزال هناك حاجة إلى حاضنات متحركة. لم تكن المعدات والخبرات المتخصصة متوفرة في كل مستشفى، وكانت هناك حجج قوية لإنشاء وحدات كبيرة ومركزية للعناية المركزة لحديثي الولادة. على الجانب السلبي كان وقت السفر الطويل على الأطفال الضعفاء وعلى والديهم. أظهرت دراسة أجريت في عام 1979 أن 20% من الرضع ظلوا في وحدات العناية المركزة لمدة تصل إلى أسبوع دون أن يزورهم أي من الوالدين. مركزية أم لا، فبحلول الثمانينات من القرن الماضي شكك عدد قليل من دور العناية المركزة لحديثي الولادة في إنقاذ الأطفال. حوالي 80% من الأطفال المولودين الذين يقل وزنهم عن 1.5 كيلوجرام يعيشون الآن، مقارنة بحوالي 40% في الستينات. ومنذ عام 1982 أصبح من الممكن لأطباء الأطفال في بريطانيا أن يتدربوا ويتأهلوا للتخصص الفرعي في طب حديثي الولادة.
.

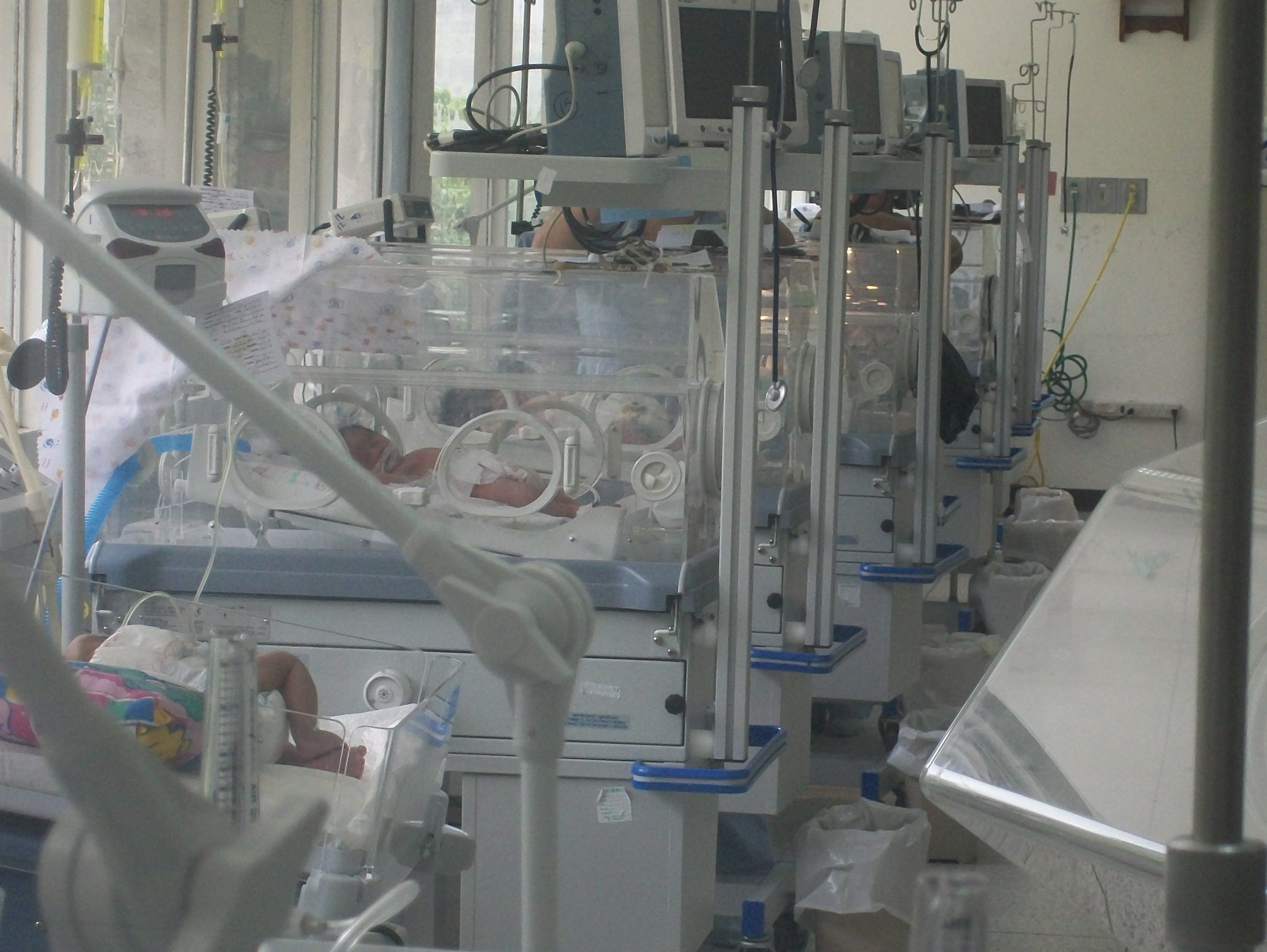
وحدة العناية المركزة للولدان في عام 2009

لم يلعن التمريض الحريص دورا مهما بشكل منفرد، ولكن أيضا التقنيات الجديدة والأدوات لعبت الآن دورا رئيسيا. حيث أصبح استخدام أنظمة المراقبة ودعم الحياة أمرًا روتينيًا كما هو الحال في وحدات العناية المركزة للبالغين، الأمر الذي تطلب بدوره الثيام بتعديلات لازمة خاصة بالأطفال الصغار، الذين كانت أجسامهم صغيرة وغير ناضجة في كثير من الأحيان. فمثلا يمكن أن تهدد أجهزة التنفس الاصطناعي الكبار رئتي الرضع، وبالتالي فقد تم اختار تقنيات ألطف مع وضع تغييرات أصغر في الضغط. إن العديد من الأنابيب وأجهزة الاستشعار المستخدمة لرصد حالة الجنين وأخذ عينات الدم والتغذية الصناعية جعلت بعض الأطفال يبدون مرئيين تحت هذه التكنولوجيا. علاوة على ذلك، فبحلول عام 1975 تم إدخال أكثر من 18% من حديثي الولادة في بريطانيا إلى وحدات العناية المركزة. وحجزت بعض المستشفيات جميع الأطفال المولودين عن طريق عمليات قيصرية أو بوزن يقل عن 2500 غرام. إلا أن حقيقة أن هؤلاء الأطفال قد غابوا عن التواصل الوثيق المبكر مع أمهاتهم أصبحت مصدر قلق متزايد. وشهدت الثمانينيات طرح أسئلة حول التكاليف البشرية والاقتصادية للكثير من التكنولوجيا، وأصبحت سياسات الحجز أكثر تحفظية بشكل تدريجي.

### تغيير الأولويات
تركز وحدة العناية المركزة لحديثي الولادة على علاج الأطفال الصغار جداً أو المبتسرين أو الذين يعانون من أمراض وراثية. ظلت الولادة المبكرة وكيفية الوقاية منها مشكلة محيرة بالنسبة للأطباء. على الرغم من أن التطورات الطبية تسمح للأطباء بإنقاذ الأطفال ذوي الوزن المنخفض، إلا أنه من الأفضل دائماً تأخير مثل هذه المواليد.

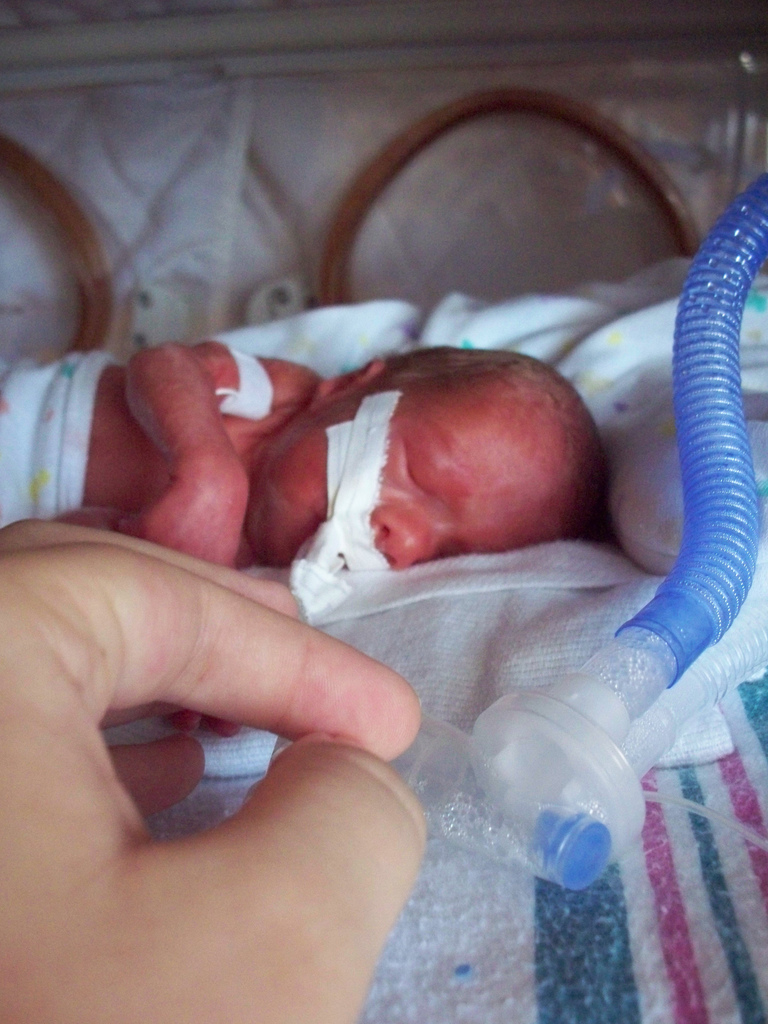
رضيع مبتسر، وزنة 992 جرام، وُضع له أنبوب حنجري وتهويه اصطناعية، وحدة العناية المركزة لحديثي الولادة

على مدى السنوات العشر الماضية أصبحت وحدات رعاية الأطغال أكثر «صداقة للوالدين»، مشجعة على الحد الأقصى من مشاركة الوالدين للأطفال، حيث ذهبت العباءات والأقنعة الروتينية وتم تشجيع الوالدين على المساعدة في العناية قدر الإمكان. يُنظر إلى الحضن والتلامس الجلدي إلى الجلد، والمعروف أيضًا باسم رعاية الكنجارو، على أنها مفيدة، ما عدا الإرهاق (يتعب الأطفال الصغار جدًا أو المرضي جدا من التعامل معهم). لقد تم ابتكار طرق أقل إرهاقاً لتوصيل الأدوية عالية التقنية إلى المرضى الصغار، كأجهزة استشعار لقياس مستويات الأكسجين في الدم من خلال الجلد، وطرق تقليل كمية الدم المأخوذة للاختبارات.
اختفت بعض المشاكل الرئيسية لوحدة العناية المركزة لحديثي الولادة. فعمليات تبديل الدم (التي يتم فيها إزالة كل الدم واستبداله) نادرا ما تحدث الآن. وأصبح داء الريسوس (اختلاف في فصيلة الدم بين الأم والطفل) الذي كان السبب الأكثر شيوعًا لعمليات نقل الدم في الماضي قابلا للوقاية إلى حد كبير. ومع ذلك فإن صعوبات التنفس والنزف داخل البطيني، والتهاب الأمعاء والقولون الناخر والعدوى لا تزال تتسبب في تكليف العديد من الرضع أرواحهم، كما أن هذه الأمراض هي محور العديد من مشاريع البحوث الجديدة والحالية.
لطالما كانت التوقعات طويلة الأجل للأطفال المبتسرين الذين تم حجزهم في وحدة العناية المركزة لحديثي الولادة مصدر قلق. فمنذ السنوات الأولى تم الإبلاغ عن نسبة أعلى من المعتاد من الإعاقات، بما في ذلك الشلل الدماغي وصعوبات التعلم. الآن أصبحت المعالجات متاحة للعديد من المشاكل التي يواجهها الأطفال الصغار أو غير الناضجين في الأسابيع الأولى من الحياة، والمتابعة طويلة الأجل، والتقليل من الإعاقة طويلة الأجل، وهي مجالات بحثية رئيسية.
عمل طب حديثي الولادة ووحدة العناية المركزة لحديثي الولادة بشكل نجاة العديد من الرضع ذوي الوزن المنخفض، والرضع المبتسرين. ففي الحقبة التي سبقت وحدة العناية المركزة لحديثي الولادة، نادرا ما كان ينجوا الرضع الذين يقل وزنهم عن 1400 غرام. أما اليوم، فإن الأطفال الرضع ذوي الوزن 500 غرام لديهم فرصة عادلة للبقاء على قيد الحياة.
توفر بيئة وحدة العناية المركزة لحديثي الولادة تحديات بجانب الفوائد. يمكن أن تشمل الضغوطات بالنسبة للرضع الضوء المستمر، والمستوى العالي من الضوضاء، الانفصال عن أمهاتهم، انخفاض الاتصال الجسدي، الإجراءات المؤلمة، والتدخل في فرصة الرضاعة الطبيعية، كما يمكن أن تكون مرهقة أيضا للموظفين. هناك جانب خاص من إجهاد وحدة العناية المركزة لحديثي الولادة بالنسبة لكل من الوالدين والموظفين وهو أن الرضيع قد ينجو، لكن مع تلف في الدماغ والرئتين أو العينين.
تعد دورات العناية المركزة لحديثي الولادة أحد الجوانب الأساسية في برامج الإقامة الخاصة بالأطفال والتوليد، إلا أنه يتم تجربة العناية المركزة لحديثي الولادة من خلال تخصصات أخرى، مثل الممارسة العائلية والجراحة والصيدلة وطب الطوارئ.

## المعدات

### الحاضنة

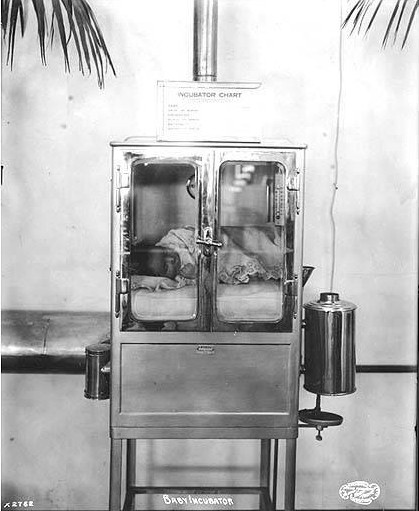
حاضنة مبكرة، عام 1909

الحاضنة هي جهاز يستخدم للحفاظ على الظروف البيئية المناسبة لحديثي الولادة. يتم استخدامها في الولادة المبكرة أو لبعض الرضع المرضى المولودين في الوقت الطبيعي.
هناك معدات إضافية تستخدم لتقييم وعلاج الرضع المرضى. وتشمل:
جهاز مراقبة ضغط الدم: جهاز مراقبة ضغط الدم عبارة عن جهاز متصل ثنية صغيرة ملفوفة حول ذراع أو ساق المريض. تحسب هذه ثنية ضغط الدم تلقائيًا وتعرض البيانات للمراجعة من قبل مقدمي الخدمة.
قلنسوة الأكسجين: هو صندوق شفاف يلائم رأس الطفل ويزوده بالأكسجين. يستخدم هذا للأطفال الذين بإمكانهم التنفس ولكنهم بحاجة إلى بعض الدعم التنفسي.
جهاز التنفس الصناعي: هذا جهاز تنفس يوصل الهواء إلى الرئتين. يحتاج الأطفال الذين يعانون من أمراض خطيرة لهذا النوع من التدخل. وعادة يأخذ جهاز التنفس الصناعي دور الرئتين أثناء إعطاء العلاج لتحسين وظائف الرئة والدورة الدموية.
الوظائف المحتملة لحاضنة الأطفال حديثي الولادة هي:
- الأكسجة، من خلال مكملات الأكسجين عن طريق غطاء الرأس أو قنية الأنف، أو حتى الضغط الهوائي الإيجابي المستمر أو التهوية الميكانيكية. تُمثل متلازمة الضائقة التنفسية عند الرضع السبب الرئيسي للوفاة بين المبتسرين، وتشمل العلاجات الرئيسية الضغط الهوائي الإيجابي المستمر، بالإضافة إلى إعطاء فاعل بالسطح الرئوي وتنظيم سكر وأملاح وضغط الدم.
- الملاحظة: تتضمن العناية المركزة لحديثي الولادة قياسًا متطورًا لدرجات الحرارة والتنفس ووظيفة القلب والأكسجة ونشاط الدماغ.
- الحماية من درجة الحرارة الباردة، والعدوى، والضوضاء، والمعالجة الزائدة: [23] يمكن وصف الحاضنات على أنها بطانية مغلقة بالبلاستيك، مع معدات تحكم في المناخ مصممة للحفاظ على دفئتها والحد من تعرضها للجراثيم.
- توفير التغذية، من خلال القثطار الوريدي أو أنبوب أنفي معدي.
- إعطاء الأدوية.
- الحفاظ على توازن السوائل عن طريق توفير السوائل والحفاظ على رطوبة عالية للهواء لمنع فقدان كبير جدا من الجلد والتبخر من الجهاز التنفسي.

الحاضنة المتنقلة عبارة عن حاضنة قابلة للتنقل، ويتم استخدامها عند نقل طفل المريض، على سبيل المثال، من مستشفى إلى آخر.

## مجموعات المرضى

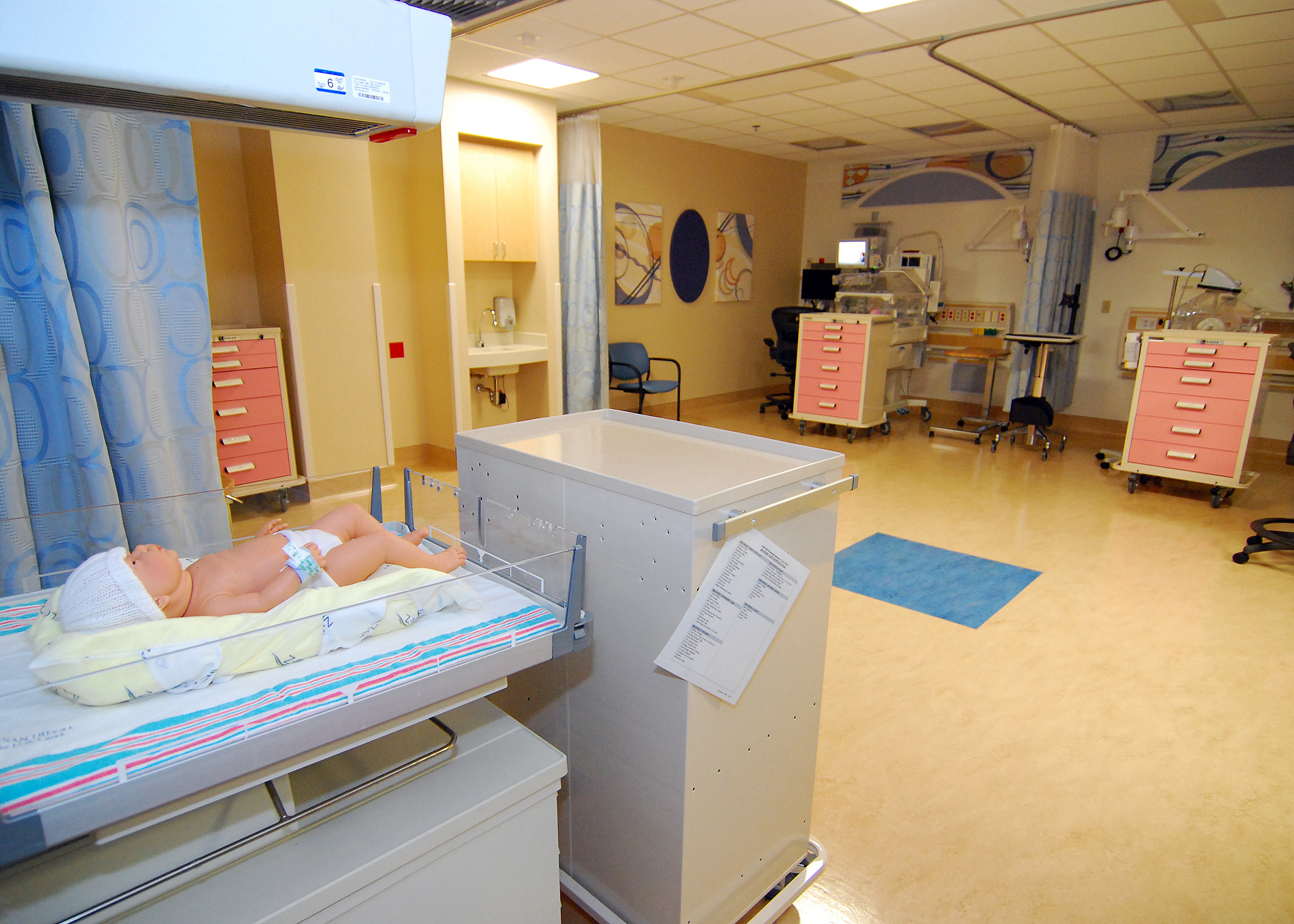
عرض لوحدة العناية المركزة لحديثي الولادة في المركز الطبي البحري في سان دييجو

تشمل التشخيصات والأمراض الشائعة في وحدة العناية المركزة لحديثي الولادة ما يلي:
- فقر الدم
- انقطاع التنفس
- بطء القلب
- خلل التنسج القصبي الرئوي
- استسقاء الرأس
- نزيف داخل البطين
- اليرقان
- التهاب معوي قولوني ناخر
- قناة شريانية مفتوحة
- متلازمة الضائقة التنفسية لدى الرضع
- اعتلال الشبكية عند الأطفال الخدج
- إنتان الرضع